# Dennis Novak
Dennis Novak (født 28. august 1993 i Wiener Neustadt, Østrig) er en professionel tennisspiller fra Østrig.